# Robert Estrin
Robert „Bob“ L. Estrin (* 3. März 1942 in Lakewood, New Jersey) ist ein US-amerikanischer Filmeditor.

## Leben
Seine erste Arbeit als Filmeditor war 1970 ein Film über die Fotografin Imogen Cunningham. Nach Arbeiten an einigen Dokumentarfilmen folgten erste Spielfilme wie Bill McKay – Der Kandidat (1972), Badlands – Zerschossene Träume (1973) und Memory of Us (1974).
Nach diversen Kurzfilmen und Dokumentationen zeichnete Estrin ab 1988 wieder verstärkt für den Schnitt von Spielfilmen verantwortlich. So wirkte er an der Produktion der Spielfilme Colors – Farben der Gewalt (1988), Internal Affairs – Trau’ ihm, er ist ein Cop (1990) und Aus der Mitte entspringt ein Fluß (1992) mit.
Seine letzte Arbeit war 1995 der Schnitt für Mira Nairs Filmkomödie The Perez Family.
Estrins Schwester Sandra Adair ist ebenfalls als Filmeditorin tätig. In den 1980er Jahren arbeiteten sie an einigen Projekten gemeinsam.

## Filmografie
- 1970: Imogen Cunningham, Photographer (Dokumentarfilm)
- 1970: The Unexplained (Dokumentarfilm)
- 1970: It Couldn't Be Done (Dokumentarfilm)
- 1971: The Numbers Start with the River (Dokumentar-Kurzfilm)
- 1971: Brazil: A Report on Torture (Dokumentarfilm)
- 1972: Bill McKay – Der Kandidat (The Candidate)
- 1973: Badlands – Zerschossene Träume (Badlands)
- 1974: Memory of Us
- 1976: Almos' a Man (Kurzfilm)
- 1976: Alaskaträume (Pipe Dreams)
- 1978: Tödliche Spiegel (Mirrors)
- 1982: CBS Afternoon Playhouse (Fernsehserie, eine Folge)
- 1983: Atemlos (Breathless)
- 1985: Creation of the Universe (Dokumentarfilm)
- 1985: Desert Hearts
- 1986: What Happened to Kerouac? (Dokumentarfilm)
- 1986: Maricela (Fernsehfilm)
- 1987: Die Jugend des Magiers (Young Harry Houdini, Fernsehfilm)
- 1988: Colors – Farben der Gewalt (Colors)
- 1990: Internal Affairs – Trau’ ihm, er ist ein Cop (Internal Affairs)
- 1991: The Cabinet of Dr. Ramirez
- 1992: Aus der Mitte entspringt ein Fluß (A River Runs Through It)
- 1995: The Perez Family

## Auszeichnungen
Für seinen Schnitt des Dokumentarfilms Creation of the Universe wurde Estrin 1985 für einen Eddie Award der Filmorganisation American Cinema Editors nominiert.